# Maciej Lampe
Maciej Bolesław Lampe (Łódź, 5. veljače 1985.) poljski je profesionalni košarkaš. Igra na poziciji centra, a trenutačno je član izraelskog Maccabija.

## Karijera
Lampe je rođen u Łódźu, no odrastao je u Stockholmu. Kratko je igrao za Real Madrid, prije nego što je otišao na posudbu u španjolskog drugoligaša Universidad Complutense.  

### NBA
Izabran je kao 30. izbor NBA drafta 2003. od strane New York Knicksa. U dresu Knicksa sudjelovao je na NBA Ljetnoj ligi Rocky Mountain Revue i prosječno postizao 17.2 poena i 7.0 skokova po utakmici. 5. siječnja 2004. mijenjan je u Phoenix Sunse i time je postao najmlađim igračem u povijesti franšize koji je zaigrao u jednoj NBA utakmici. U siječnju 2005. po drugi puta u karijeri mijenjan je u New Orleans Hornetse. 13. veljače 2006. mijenjan je u Houston Rocketse za razigravača Moochie Norrisa. Tijekom NBA karijere u prosjeku je postizao 3.4 poena, 2.2 skoka i 0.3 asistencije po utakmici.

### Rusija
Lampe je potpisao jednogodišnji ugovor s Dinamo Sankt-Peterburgom, međutim klub je dan prije početka nove sezone bankrotirao. Tako je Lampe kao slobodan igrač potpisao za Himki Moskvu. U veljači 2008., Himki je u finalu ruskog prvenstva porazio CSKA Moskvu, a Lampe je proglašen za najkorisnijeg igrača. Sezonu 2008./09. završio je s prosjekom od deset poena i pet skokova po utakmici.

### Izrael
8. srpnja 2009. potpisao je s Maccabijem dvogodišnji ugovor, s time da će nakon prve imati opciju raskinuti ugovor.

## Vanjske poveznice
- Profil na NBA.com
- Profil  Arhivirana inačica izvorne stranice od 13. veljače 2008. (Wayback Machine) na ULEBCup.com
- Profil  Arhivirana inačica izvorne stranice od 18. listopada 2014. (Wayback Machine) na Himki Moskva